# Paton-Bimota
La Paton BIC 500 8v BM 3 est une motocyclette à 4 temps destinée à courir en compétition, créée par la marque de motos italienne Paton en 1975 pour remplacer la BIC 500 8v BL 7 avec le même moteur.
L'année suivante, a été remplacée par la V 90 BM 4 avec moteur à deux temps.